# Can Ferrer Pagès
Can Ferrer Pagès constitueix, juntament amb can Muní, el nucli de Pins (municipi de Vilopriu Baix Empordà) inclosa en l'Inventari del Patrimoni Arquitectònic de Catalunya. Actualment l'edifici és utilitzat com a habitatge de segona residència. Es tracta d'un conjunt format per la casa i la masoveria. L'element més antic del conjunt és la torre de fortificació, segurament dels segles XIV-XV. Posteriorment va quedar integrada a la masia, que fou construïda en els segles XVI-XVII. A la façana apareixen les dates del 1607 (llinda de la finestra central) i del 1518 o 1618-il·legible-, juntament amb la inscripció "obra feta aper Baldiri Tixador en lo ani..." (finestra cantonera). L'edifici principal és de planta rectangular, amb tres pisos. La porta d'accés és d'arc de mig punt, amb gran dovelles de pedra. Damunt la clau hi ha una pedra amb inscripcions inintel·ligibles. Les finestres són allindanades, emmarcades en pedra ben tallada. La finestra central té la data del 1607 a la llinda. A l'angle esquerre hi havia una finestra cantonera, actualment tapiada, que conserva una inscripció. La part dreta de l'edifici és resultat de l'aprofitament d'una torre de defensa, de planta quadrada en el seu origen. Queda totalment integrada a la resta, i únicament es distingeix exteriorment per les espitlleres i per l'aparell de la línia d'unió. La masoveria té com a les espitlleres i per l'aparell de la línia d'unió. La masoveria té com a elements remarcables el portal adovellat i el passadís situat sobre el camí.